# Setanta nigricans
Setanta nigricans là một loài tò vò trong họ Ichneumonidae.